# Bohuslav Kuba
Bohuslav Kuba (* 18. srpna 1952) je bývalý český politik, v 90. letech 20. století poslanec České národní rady a Poslanecké sněmovny za SPR-RSČ, pak za Vlasteneckou republikánskou stranu.

## Biografie
Ve volbách v roce 1992 byl zvolen do ČNR, jako poslanec za Sdružení pro republiku – Republikánskou stranu Československa (volební obvod Západočeský kraj). Zasedal v hospodářském výboru.
Po vzniku samostatné České republiky v lednu 1993 se ČNR transformovala na Poslaneckou sněmovnu Parlamentu České republiky. V ní setrval do konce funkčního období, tedy do voleb v roce 1996. Zpočátku vystoupoval jako loajální člen strany. V roce 1994 čelil návrhu na vydání k trestnímu stíhání kvůli údajnému napadení členů justiční stráže při soudním přelíčení s jiným členem SPR-RSČ. V roce 1995 se ovšem rozešel se svou stranou a poskytl médiím prohlášení, v němž kritizoval metody předsedy SPR-RSČ Miroslava Sládka. Označil se za přesvědčením republikána, ale vyzval ke konání sjezdu a nahrazení Sládka jiným představitelem. Za podezřelé označil financování strany. Zároveň oznámil, že poté, co poslanecký klub republikánů opustil o několik měsíců dříve Miroslav Kašpárek, mělo za ním vedení SPR-RSČ vyslat komando s cílem fyzicky ho napadnout. Útok se prý nakonec neodehrál, protože se jeho členům nepodařilo odpadlického poslance najít. V srpnu 1995 opustil poslanecký klub republikánů a zasedal pak ve sněmovně jako nezařazený poslanec. Ze SPR-RSČ odešel a angažoval se v nové politické formaci Vlastenecká republikánská strana (VRS). Bytem se uvádí ve Vodňanech. VRS vznikla v srpnu 1995 transformací politického subjektu Národně demokratická jednota (NDJ). Nová strana se ale okamžitě dostala do vnitřních sporů. Bývalí republikánští poslanci, kteří do ní vstoupili, odmítli plán předáka původní Národně demokratické jednoty na fúzi s Klubem angažovaných nestraníků a dalšími pravicovými stranami, protože v tom spatřovali předstupeň k integraci s ODS. Bývalí předáci NDJ zase odmítali uznat výsledky sněmu, na němž byla jejich strana proměněna na VRS. V říjnu 1995 se Kuba stal místopředsedou VRS. Již v září 1996 se uvádí, že Bohuslav Kuba byl z VRS vyloučen.
V roce 1998 se podílel na polemikách v souvislosti s dalším štěpením v SPR-RSČ, když potvrdil, že ve straně se měly odehrávat nezdokumentované finanční transfery, údajně za účelem obohacení předsedy Sládka. Podával v této záležitosti vysvětlení i policejním vyšetřovatelům.